# Десимир Јововић
Десимир Јововић Чича (Доњи Бранетићи, код Горњег Милановца, 15. фебруар 1905 — Београд, 10. октобар 1985) био је учесник Народноослободилачке борбе, друштвено-политички радник СФР Југославије и СР Србије и народни херој Југославије.

## Биографија
Рођен је 15. фебруара 1905. године у Доњим Бранетићима, код Горњег Милановца, у сиромашној сеоској породици. Браварско-ковачки занат изучио је 1923. године у Љигу. Радио је у више места по Србији.
После одслужења војног рока, запослио се у фабрици авиона у Краљеву, 1930. године. Када је 1933. формирана синдикална организација у фабрици, Јововић је био изабран за њеног благајника. Наредне године примљен је за члана Комунистичке партије Југославије (КПЈ), а 1937. године постао је члан Месног комитета КПЈ у Краљеву. Исте је године био ухапшен и задржан у затвору три месеца. Пошто после није био примљен натраг на посао, отишао је у Смедеревску Паланку, а затим јануара 1938. године у Београд, где је радио у фабрици авиона „Рогожарски“. Пошто је у Команди Ваздухопловства био уписан у црну књигу као комуниста, после три месеца је отпуштен, након чега је радио у разним радионицама. У Београду се укључио у партијски и синдикални рад; био је члан Бироа партијске организације Савског венца. Из Београда је био протеран због Чешке кризе и кратко време се задржао у Крушевцу, 1939. године, а затим је поновно примљен на посао у фабрику авиона у Краљеву, 1. септембра. Годину дана касније, постао је секретар Среског комитета КПЈ за Краљево. Као делегат организације КПЈ из Краљева, учествовао је на Петој земаљској конференцији КПЈ у Загребу, од 19. до 23. октобра 1940. године. Исте је године постао секретар новоформираног Окружног комитета КПЈ за Краљево. Почетком 1941. године отпуштен је са посла, па га је Покрајински комитет КПЈ за Србију послао за секретара ОК за Крушевац, фебруара 1941. године.

### Народноослободилачка борба
После окупације Југославије 1941, активно је учествовао у припремама устанка у крушевачком крају. Дана 22. јула формиран је Расински партизански одред, а Десимир је био његов политички комесар. Крајем 1941. године, када је дошло до повлачења Расинског одреда у Топлицу и спајања са Топличким партизанским одредом, Десимир је остао политички комесар овог спојеног одреда.
Почетком новембра 1942. године, био је одређен за секретара ОК КПЈ за Ниш. У трену његовог доласка, партијска организација у Нишу била је десеткована због бројних провала. Најпре је формирао ОК КПЈ за Ниш, а затим у октобру 1943. године Нишки партизански одред. Секретар ОК КПЈ Ниша остао је све до априла 1944. године када је повучен у Топлицу за заменика политичког комесара 23. српске дивизије и инструктора ПК КПЈ за Србију, за Ниш и Зајечар. На тој дужности остао је до октобра 1944. године, када је заједно с Покрајинским комитетом прешао у Ваљево и кратко време био распоређен на рад у Одељење за заштиту народа (ОЗН) за Крагујевцу.

### Послератни период
Десимир је радио у Управи државне безбедности (УДБ) до 1947, када је постао секретар Савеза синдиката Србије. Од 1947. до 1949. налазио се на Вишој партијској школи „Ђуро Ђаковић“. Потом је био председник Савеза синдиката Србије до 1952. године. Био је члан Централног комитета СК Србије од Оснивачког конгреса до 1965. године. Године 1953. био је изабран за председника Контролне комисије ЦК СК Србије и на овој дужности се задржао до 1963. године, када је отишао у пензију.
Био је и члан Централног одбора Савеза синдиката Југославије и Главног одбора СС Србије, затим члан Главног одбора ССРН Србије и Централног одбора Удружења резервних официра Југославије. Био је посланик у Савезној народној скупштини од 1950. до 1963. године, те посланик у Скупштини СР Србије. До смрти је био члан Савета федерације.
Умро је 10. октобра 1985. године у Београду и сахрањен је у Алеји народних хероја на Новом гробљу у Београду.
Носилац је Партизанске споменице 1941. и више југословенских одликовања, међу којима су — Орден партизанске звезде са сребрним венцем, Орден заслуга за народ са сребрним зрацима, Орден братства и јединства са сребрним венцем венцем и Орден за храброст. Орденом народног хероја одликован је 7. јула 1953. године.
Данас његово име носи улица у Горњем Милановцу, а у спомен-парку „Брдо мира“ стоји његова биста.